# André Watts
 (juillet 2023).
Si vous disposez d'ouvrages ou d'articles de référence ou si vous connaissez des sites web de qualité traitant du thème abordé ici, merci de compléter l'article en donnant les références utiles à sa vérifiabilité et en les liant à la section « Notes et références ».
Pour les articles homonymes, voir Watts (nom de famille).
André Watts, né le 20 juin 1946 à Nuremberg (Allemagne) et mort le 12 juillet 2023 à Bloomington (Indiana, États-Unis), est un pianiste américain.

## Biographie
Né à Nuremberg en Allemagne, André Watts est le fils d'une pianiste hongroise, Maria Alexandra Gusmits, et d'un père américain, le sergent Herman Watts. Après avoir étudié la musique à Philadelphie et dirigé l'Orchestre de Philadelphie, il touche un plus large public à l'occasion d'un concert télévisé retransmis dans l'ensemble des États-Unis, avec l'Orchestre philharmonique de New York en 1963. Il fait sa première tournée mondiale en 1967. Son nom est généralement associé à la musique du XIXe siècle.
Watts grandit en Europe, vivant en général près des postes de garnison où son père est stationné, jusqu'à l'âge de huit ans. Par la suite, ses parents s'établissent à Philadelphie, en Pennsylvanie. André Watts commence à étudier le violon à l'âge de quatre ans. À six ans, il décide que le piano sera son instrument de prédilection. Sa mère, également pianiste, lui dispense ses premières leçons.
Comme beaucoup d'enfants, Watts n'aime pas travailler son piano. Pour l'encourager, sa mère lui raconte les histoires des musiciens de son pays, comme le pianiste compositeur Franz Liszt, en insistant sur le fait que Liszt avait dû travailler assidûment. Liszt devient rapidement le héros de Watts, et il adopte son style théâtral[réf. nécessaire].
En 1962, ses parents divorcent, et Watts reste avec sa mère. Il reconnaît aujourd'hui qu'elle influença fortement son éducation. Travaillant comme secrétaire puis comme réceptionniste, elle parvient à assurer l'entretien de leurs deux personnes et la poursuite de l'apprentissage musical de son fils.
Watts peut ainsi s'inscrire au conservatoire de musique de Philadelphie (Philadelphia Academy of Music), où il étudie avec Genia Robinor, Doris Bawden et Clement Petrillo. Il achève ses études au conservatoire en juin 1963. Il participe à son premier concours à l'âge de neuf ans, en compétition avec une quarantaine d'autres enfants et avec comme enjeu, l'occasion de pouvoir jouer dans les concerts pour enfants avec l'Orchestre de Philadelphie. Il remporte le premier prix en jouant un concerto pour piano de Joseph Haydn.
Dès l'âge de dix ans, Watts joue le concerto en sol mineur de Felix Mendelssohn avec l'orchestre de Robin Hood Dell. À l'âge de quatorze ans, il joue de nouveau avec l'orchestre de Philadelphie les Variations symphoniques de César Franck. À seize ans, il auditionne au Carnegie Recital Hall. Il joue le concerto no 1, en mi bémol majeur de son héros Franz Liszt avec le New York Philharmonic au Lincoln Center, dirigé par le célèbre Leonard Bernstein[non neutre]. Une émission des « Young People's Concert » est enregistrée et diffusée sur CBS, le 15 janvier 1963. Bernstein présente le jeune pianiste à l'ensemble du continent nord-américain.
Trois semaines plus tard, Bernstein demande à Watts de remplacer au pied levé Glenn Gould souffrant, pour un concert avec l'Orchestre philharmonique de New York le 1er janvier 1963. Watts joue de nouveau le concerto no 1 de Liszt, faisant la une des journaux internationaux et obtenant un contrat pour enregistrer avec les disques Columbia. Quand il achève la cadence finale, l'orchestre entier se joint à l'auditoire pour une ovation debout, y compris les violonistes qui déposent leur archet pour l'applaudir.[réf. nécessaire] Watts est ainsi invité à enregistrer l'album intitulé « The Exciting Debut of André Watts ».
À la suite de son diplôme, Watts s'inscrit au Peabody Institute de Baltimore, où il étudie à temps partiel pour une licence de musique. Il obtient son diplôme en 1972. L'année suivante, il apparaît au stade Lewisohn de New York pour un concert avec Seiji Ozawa, le chef d'orchestre japonais, et le New York Philharmonic, où il joue le Concerto n° 2 en sol mineur de Camille Saint-Saëns. En septembre 1963, il joue de nouveau le concerto de Liszt au Hollywood Bowl. Il ouvre en 1964-65 la saison du National Symphony Orchestra de Washington où il interprète le concerto de Saint-Saëns. Il revient à New York en janvier 1965 pour y jouer le Concerto pour piano no 2 en fa mineur de Chopin. Watts fait ses débuts européens dans un concert londonien avec le London Symphony Orchestra en juin 1966.
Le jour de son 21e anniversaire, Watts signe un contrat exclusif avec CBS Records. À partir de 1969, son agenda de concert est plein et toute réservation supplémentaire doit être faite trois ans à l'avance. Il atteint le nombre de 150 concerts par an à partir de 1970 et il est en tournée huit mois sur douze. À l'âge de 30 ans, il célèbre sa dixième apparition successive dans la « Lincoln Center's Great Performance Series » à l'Avery Fisher Hall en 1976.
Premier artiste classique à avoir fait ses débuts à la télévision nationale, les producteurs considèrent comme logique de lui dédier le premier récital solo télévisé. Le concert est retransmis en direct un dimanche après-midi de 1976.
Watts tient toutes ses promesses après ses débuts précoces, fait relativement rare parmi les enfants prodiges. En 1964, la « National Academy of Recording Artists and Sciences » le récompense par un Grammy Award et en février 1973, il est choisi comme « Musicien du mois » par l'association Musical America. Parmi les autres récompenses, figurent un diplôme de docteur honoraire des universités Albright et Yale, l'ordre du Zaïre, et une médaille de « University of the Arts » de Philadelphie.
Watts continue de figurer parmi les musiciens très demandés et joue sur les scènes les plus prestigieuses avec les plus grands orchestres et chefs d'orchestre.
Il meurt le 12 juillet 2023 à Bloomington.

## Récompenses
- Grammy Award for Best New Classical Artist :
- Grammy Awards of 1964